# Котуж-Великий
Котуж-Великий (пол. Kotórz Wielki) — село в Польщі, у гміні Турава Опольського повіту Опольського воєводства.
Населення — 358 осіб (2011).

## Демографія
Демографічна структура станом на 31 березня 2011 року:
|          | Загалом | Допрацездатний вік | Працездатний вік | Постпрацездатний вік |
| -------- | ------- | ------------------ | ---------------- | -------------------- |
| Чоловіки | 187     | 28                 | 138              | 21                   |
| Жінки    | 171     | 19                 | 112              | 40                   |
| Разом    | 358     | 47                 | 250              | 61                   |